# Lokalbahn Lambach–Gmunden
| Streckennummer (ÖBB): | 259 01                                       |                                               |                                               |
| Streckenlänge: | 27,1 km                                      |                                               |                                               |
| Spurweite: | 1435 mm (Normalspur)                         |                                               |                                               |
| Stromsystem: | Lambach–Stadl-Paura, Engelhof–Gmunden: 750 = |                                               |                                               |
| |                                              |                                               |                                               |
| \| \| \| Westbahn von Salzburg \| \| \| \| 0,000 \| Lambach \| 365 m ü. A. \| \| \| \| Westbahn nach Wien \| \| \| \| 1,214 \| Anschluss Terminal der Spedition Gartner \| Anschluss Terminal der Spedition Gartner \| \| \| 2,229 \| AB Stadlbauer \| AB Stadlbauer \| \| \| 2,390 \| Traun \| Traun \| \| \| 3,535 \| Stadl-Paura \| 365 m ü. A. \| \| \| \| Lokalbahn nach Vorchdorf-Eggenberg \| \| \| \| 3,791 \| AB Heeresmunitionsanstalt \| AB Heeresmunitionsanstalt \| \| \| 8,197 \| Haidermoos \| Haidermoos \| \| \| 8,386 \| Zugmeldeposten 1 \| Zugmeldeposten 1 \| \| \| 11,824 \| Roitham am Traunfall \| 428 m ü. A. \| \| \| 13,786 \| Traunfall \| Traunfall \| \| \| 14,130 \| Steyrermühl Abstellanlage \| Steyrermühl Abstellanlage \| \| \| \| West Autobahn \| \| \| \| 15,776 \| Steyrermühl \| 439 m ü. A. \| \| \| 18,068 \| Laakirchen \| 439 m ü. A. \| \| \| 18,867 \| AB Heinzl Paper \| AB Heinzl Paper \| \| \| 18,920 \| Laakirchen Abstellanlage \| Laakirchen Abstellanlage \| \| \| 20,190 \| derzeitiges Streckenende \| derzeitiges Streckenende \| \| \| 21,368 \| Oberweis \| Oberweis \| \| \| 21,983 \| Anschluss Höllereisen – seit 2009 aufgelassen \| Anschluss Höllereisen – seit 2009 aufgelassen \| \| \| 23,413 \| Mosham \| Mosham \| \| \| \| Lokalbahn von Vorchdorf-Eggenberg (Meterspur) \| \| \| \| 25,055 \| Engelhof (ab 2009 nur mehr Meterspur) \| 472 m ü. A. \| \| \| 25,800 \| Lembergweg (ab 2009 nur mehr Meterspur) \| Lembergweg (ab 2009 nur mehr Meterspur) \| \| \| \| nach Gmunden Traundorf (Meterspur bis 1990) \| \| \| \| 26,546 \| AB Gaswerk \| AB Gaswerk \| \| \| 26,800 \| Gmunden Traundorf (2009–2014 nur Meterspur) \| Gmunden Traundorf (2009–2014 nur Meterspur) \| \| \| \| Gmunden Seebahnhof (seit 2014 nur Meterspur) \| \| \| \| \| Lokalbahn nach Gmunden Klosterplatz \| \| \| \| 27,144 \| Gmunden Seebahnhof (2009–2014 nur Meterspur) \| Gmunden Seebahnhof (2009–2014 nur Meterspur) \| |                                              |                                               |                                               |
| Strecke |                                              | Westbahn von Salzburg                         | Westbahn von Salzburg                         |
| Bahnhof | 0,000                                        | Lambach                                       | 365 m ü. A.                                   |
| Abzweig geradeaus und nach links |                                              | Westbahn nach Wien                            | Westbahn nach Wien                            |
| Abzweig geradeaus und nach links | 1,214                                        | Anschluss Terminal der Spedition Gartner      | Anschluss Terminal der Spedition Gartner      |
| Abzweig geradeaus und ehemals von links | 2,229                                        | AB Stadlbauer                                 | AB Stadlbauer                                 |
| Brücke über Wasserlauf | 2,390                                        | Traun                                         | Traun                                         |
| Bahnhof | 3,535                                        | Stadl-Paura                                   | 365 m ü. A.                                   |
| Abzweig geradeaus und nach links |                                              | Lokalbahn nach Vorchdorf-Eggenberg            | Lokalbahn nach Vorchdorf-Eggenberg            |
| Abzweig geradeaus und nach rechts | 3,791                                        | AB Heeresmunitionsanstalt                     | AB Heeresmunitionsanstalt                     |
| ehemaliger Haltepunkt / Haltestelle | 8,197                                        | Haidermoos                                    | Haidermoos                                    |
| ehemaliger Dienststation / Betriebs- oder Güterbahnhof | 8,386                                        | Zugmeldeposten 1                              | Zugmeldeposten 1                              |
| ehemaliger Bahnhof | 11,824                                       | Roitham am Traunfall                          | 428 m ü. A.                                   |
| ehemaliger Haltepunkt / Haltestelle | 13,786                                       | Traunfall                                     | Traunfall                                     |
| Dienststation / Betriebs- oder Güterbahnhof | 14,130                                       | Steyrermühl Abstellanlage                     | Steyrermühl Abstellanlage                     |
| Strecke mit Straßenbrücke |                                              | West Autobahn                                 | West Autobahn                                 |
| Dienststation / Betriebs- oder Güterbahnhof | 15,776                                       | Steyrermühl                                   | 439 m ü. A.                                   |
| Dienststation / Betriebs- oder Güterbahnhof | 18,068                                       | Laakirchen                                    | 439 m ü. A.                                   |
| Abzweig geradeaus, ehemals nach rechts und von rechts | 18,867                                       | AB Heinzl Paper                               | AB Heinzl Paper                               |
| Dienststation / Betriebs- oder Güterbahnhof | 18,920                                       | Laakirchen Abstellanlage                      | Laakirchen Abstellanlage                      |
| | 20,190                                       | derzeitiges Streckenende                      | derzeitiges Streckenende                      |
| Haltepunkt / Haltestelle (Strecke außer Betrieb) | 21,368                                       | Oberweis                                      | Oberweis                                      |
| Abzweig geradeaus und nach rechts (Strecke außer Betrieb) | 21,983                                       | Anschluss Höllereisen – seit 2009 aufgelassen | Anschluss Höllereisen – seit 2009 aufgelassen |
| Haltepunkt / Haltestelle (Strecke außer Betrieb) | 23,413                                       | Mosham                                        | Mosham                                        |
| Abzweig ehemals geradeaus und von links |                                              | Lokalbahn von Vorchdorf-Eggenberg (Meterspur) | Lokalbahn von Vorchdorf-Eggenberg (Meterspur) |
| Haltepunkt / Haltestelle | 25,055                                       | Engelhof (ab 2009 nur mehr Meterspur)         | 472 m ü. A.                                   |
| Haltepunkt / Haltestelle | 25,800                                       | Lembergweg (ab 2009 nur mehr Meterspur)       | Lembergweg (ab 2009 nur mehr Meterspur)       |
| Abzweig geradeaus und ehemals nach rechts |                                              | nach Gmunden Traundorf (Meterspur bis 1990)   | nach Gmunden Traundorf (Meterspur bis 1990)   |
| Abzweig geradeaus und ehemals nach links | 26,546                                       | AB Gaswerk                                    | AB Gaswerk                                    |
| ehemaliger Haltepunkt / Haltestelle | 26,800                                       | Gmunden Traundorf (2009–2014 nur Meterspur)   | Gmunden Traundorf (2009–2014 nur Meterspur)   |
| Bahnhof |                                              | Gmunden Seebahnhof (seit 2014 nur Meterspur)  | Gmunden Seebahnhof (seit 2014 nur Meterspur)  |
| Abzweig ehemals geradeaus und nach rechts |                                              | Lokalbahn nach Gmunden Klosterplatz           | Lokalbahn nach Gmunden Klosterplatz           |
| Kopfbahnhof Streckenende (Strecke außer Betrieb) | 27,144                                       | Gmunden Seebahnhof (2009–2014 nur Meterspur)  | Gmunden Seebahnhof (2009–2014 nur Meterspur)  |

Die Lokalbahn Lambach–Gmunden ist eine heute teilweise abgetragene, eingleisige Eisenbahnstrecke in Oberösterreich, die von Lambach über Laakirchen nach Gmunden führt. Sie entstand in den Jahren 1857 bis 1859 aus dem Abschnitt Lambach–Gmunden der Pferdeeisenbahn Budweis–Linz–Gmunden.
Der 3,5 km lange Abschnitt Lambach–Stadl-Paura wird von der Vorchdorfer Bahn bedient und ist elektrifiziert. Der weitere Abschnitt bis zum heutigen Streckenende bei Laakirchen dient nur mehr dem Güterverkehr. Auf der Trasse des Streckenabschnitts Engelhof–Gmunden verläuft heute die meterspurige und elektrifizierte Lokalbahn Gmunden–Vorchdorf, die sich bis 2009 die Trasse mit der Lokalbahn Lambach–Gmunden über ein Dreischienengleis teilte.

## Geschichte

### Erste Eisenbahn-Gesellschaft
In den Jahren 1835 und 1836 entstand als südliche Verlängerung der Pferdebahn Budweis–Linz eine Strecke von Linz über Lambach nach Gmunden, die weitgehend dem Verlauf des Flusses Traun folgte. Zunächst wurde die in der Spurweite 1.106 mm ausgeführte Verbindung der Ersten Eisenbahn-Gesellschaft ebenfalls mit Pferden betrieben, ehe 1855 und 1856 sukzessive Dampflokomotiven die Leistungen übernahmen. Zu den ersten eingesetzten Lokomotiven gehörten die EEG – Marchtrenk bis Zizlau.
Durch die Strecke Wien–Linz–Lambach–Salzburg (Westbahn) der k.k. privilegierten Kaiserin Elisabeth-Bahn (K.E.B.) erwuchs der vormaligen Pferdebahn Konkurrenz, die 1857 zur Übernahme der Ersten Eisenbahn-Gesellschaft durch die K.E.B. führte. 1859 wurde zwischen den beiden bislang getrennten Lambacher Bahnhöfen der früheren Pferdebahn und der Kaiserin-Elisabeth-Bahn ein Verbindungsgleis erbaut und der Pferdebahn-Abschnitt Lambach–Linz stillgelegt.

### Staatsbahnen
1884 wurde die K.E.B. verstaatlicht. Im gleichen Jahr wurde zwischen Lambach und Gmunden der Rollbockbetrieb aufgenommen, mit dem das bislang nötige Umladen der Güter in Lambach entfallen konnte. 1903 wurde die Spurweite der Strecke schließlich von 1.106 mm auf Normalspur geändert.
Am 13. September 1903 wurde die ebenfalls normalspurige, in Stadl-Paura abzweigende Strecke der Lokalbahn Lambach–Vorchdorf-Eggenberg (Vorchdorf Bahn) in Betrieb genommen. Die Betriebsführung der Zweigstrecke oblag zunächst der Staatsbahn, ehe zum 1. Mai 1931 die Stern & Hafferl Verkehrsgesellschaft damit beauftragt wurde. Der neue Betreiber elektrifizierte bis zum 14. November 1931 die gesamte Relation Lambach–Stadl-Paura–Vorchdorf-Eggenberg mit dem Stromsystem 750 V= vor.
Die seit ihrer Eröffnung am 21. März 1912 durch Stern & Hafferl betriebe meterspurige Lokalbahn Gmunden–Vorchdorf (Traunseebahn) teilte sich über ein Dreischienengleis im Abschnitt von Engelhof bis Gmunden die Trasse mit der Lokalbahn Lambach–Gmunden. Auch dieser Abschnitt war mit dem von Betreiber Stern & Hafferl verwendeten Stromsystem 750 V= elektrifiziert. Seit Herbst 2018 ist die Lokalbahn mit der Straßenbahn Gmunden verknüpft.
Die Österreichischen Bundesbahnen stellten am 28. Mai 1988 ihre Personenverkehrsleistungen zwischen Lambach und Gmunden Seebahnhof ein. Der letzte Personenzug (P 3160) verkehrte mit der dreiteiligen Schienenbus-Garnitur 5081.016 + 7081.023 + 6581.067 nach Lambach. Reisezüge der ÖBB bedienen Gmunden seither ausschließlich über den im Westen der Stadt gelegenen Hauptbahnhof an der Salzkammergutbahn. Sie ließen den Betrieb auf den Abschnitt Engelhof–Gmunden Seebahnhof per 3. Februar 2009 formell einstellen. Die Verknüpfung beim Bahnhof Engelhof wurde getrennt und das Dreischienengleis abgebaut. Seither dient der Abschnitt Engelhof–Gmunden nur mehr der Traunseebahn.
Der Streckenabschnitt zwischen dem Bahnhof Oberweis und Engelhof wurde mit 12. März 2015 eingestellt, um Platz für den Bau der Gmundner Ostumfahrung zu machen. Der Güterverkehr bis Engelhof muss seitdem ruhen, für eine Wiederinbetriebnahme wäre der Bau einer Brücke notwendig.
Zudem gibt es Überlegungen, den Personenverkehr zwischen Gmunden und Laakirchen über eine Erweiterung der Stadtregiobahn Gmunden-Vorchdorf wieder aufzunehmen. Die Trasse müsste dafür mit einem Meterspurgleis ausgestattet werden.
Im Güterverkehr dient die Strecke heute vor allem der Versorgung zweier Papierfabriken in Steyrermühl und Laakirchen. Bedeutung hat ferner die Verladung von Kies in Steyrermühl.

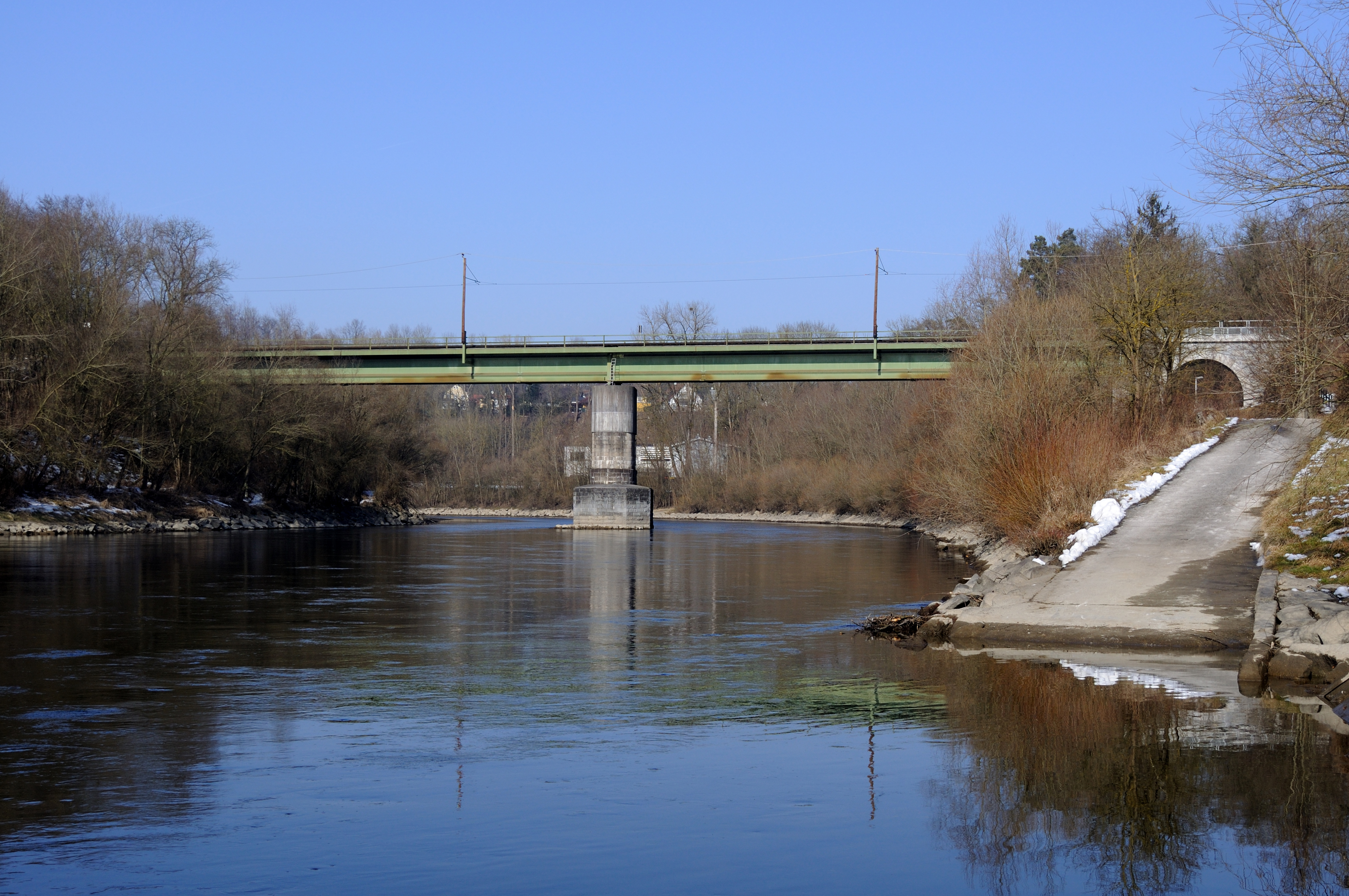
Traunbrücke zwischen Lambach und Stadl-Paura
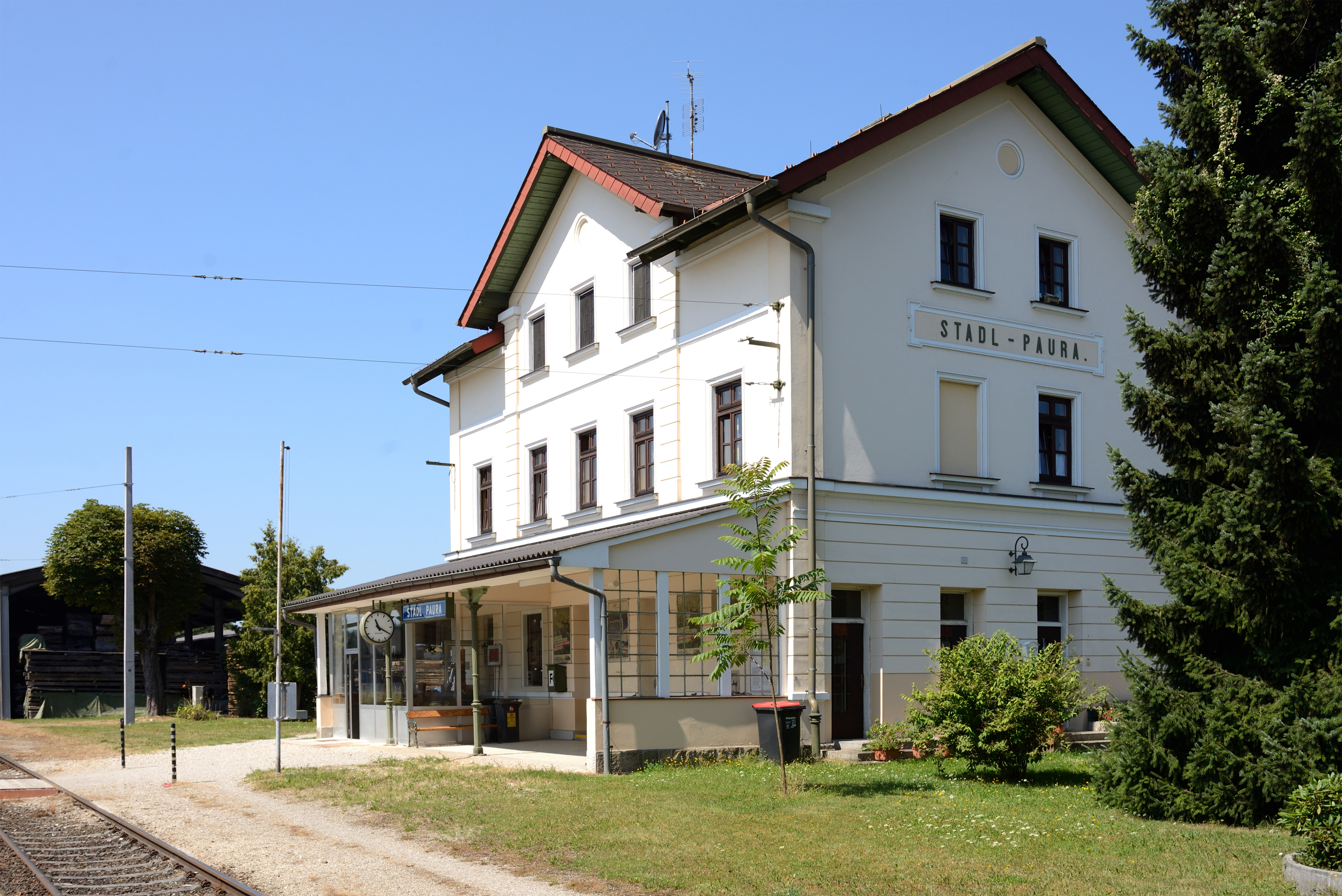
Bahnhofsgebäude Stadl-Paura
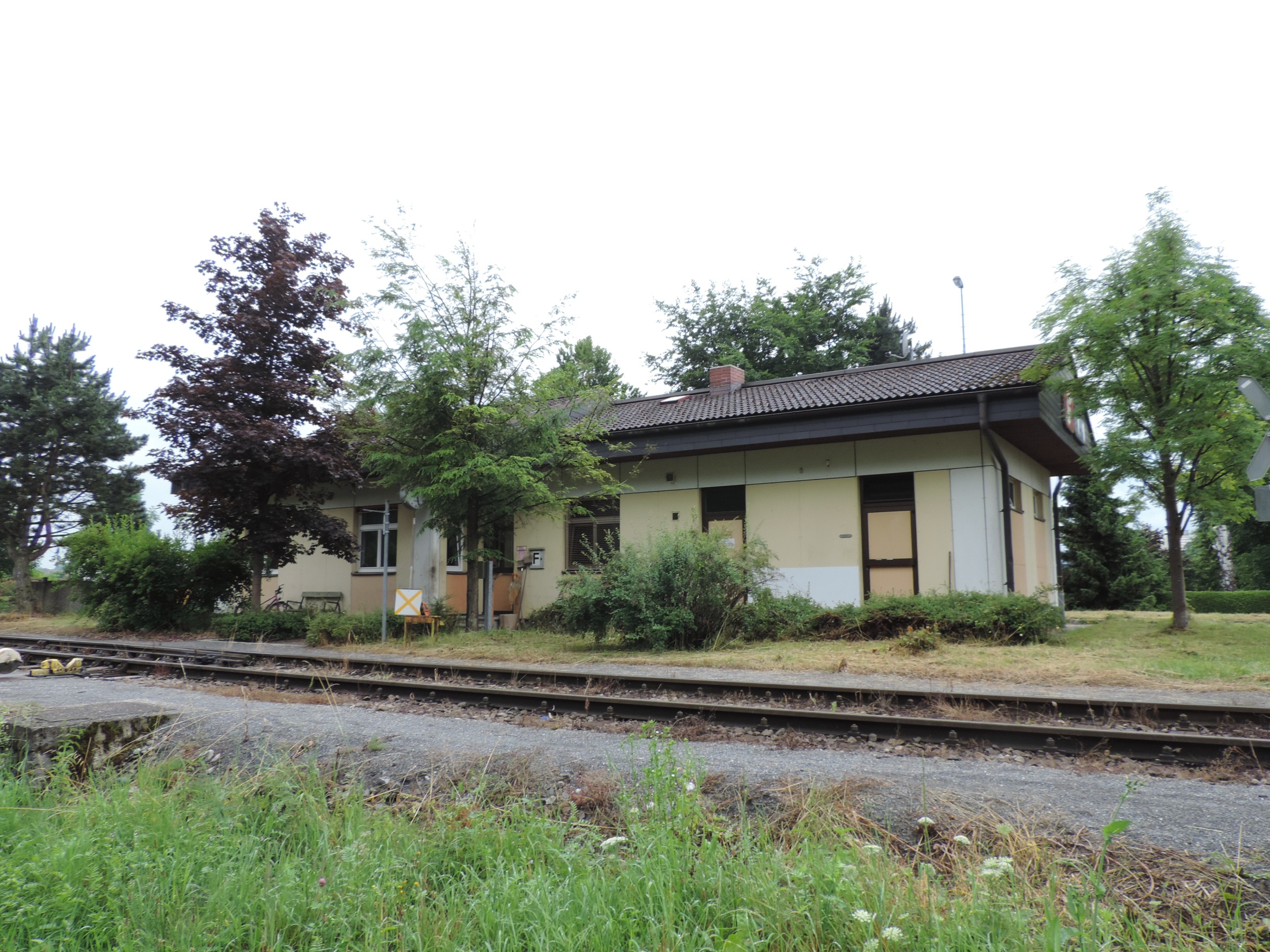
Betriebsgebäude Laakirchen Abstellanlage
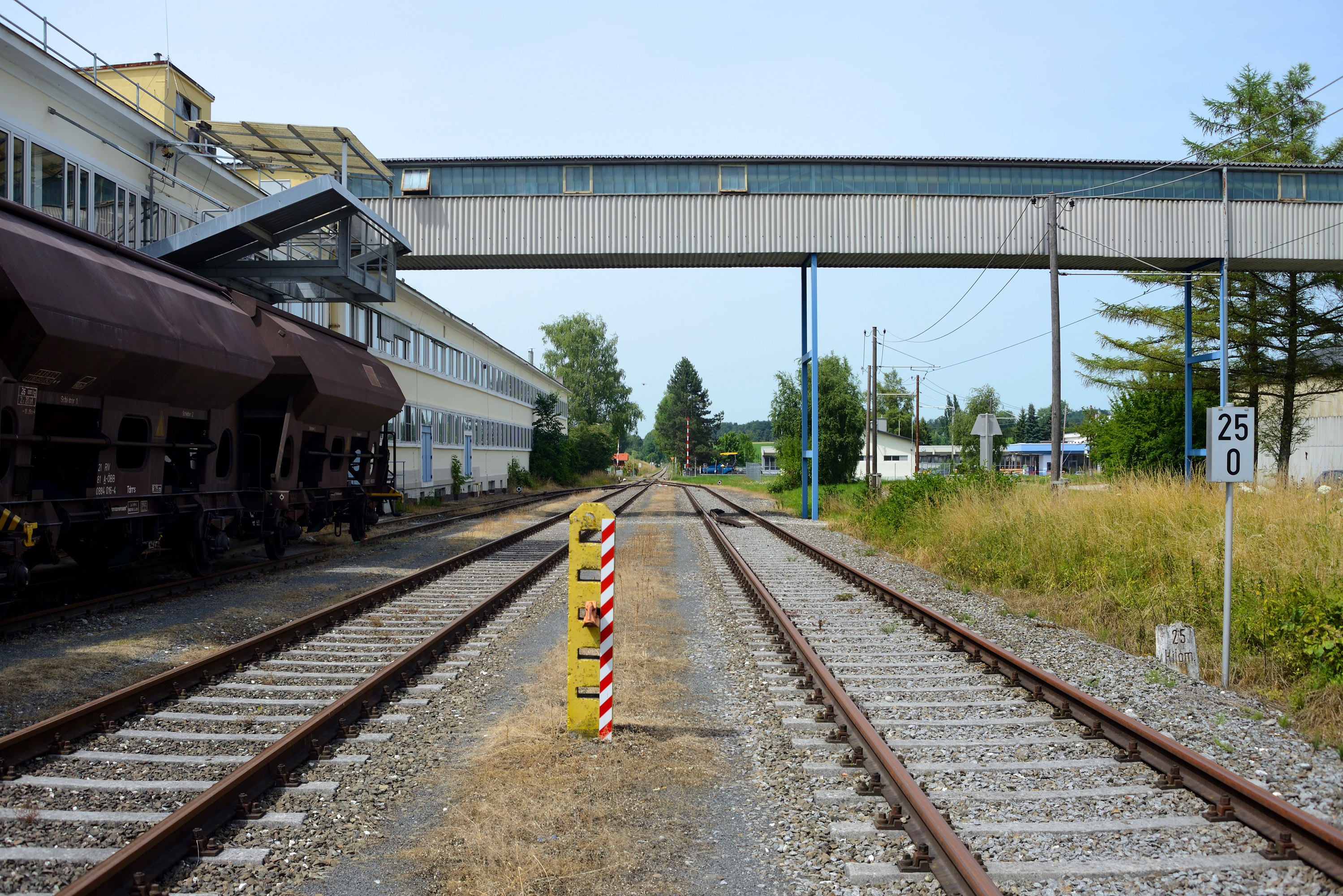
Bahnhof Engelhof
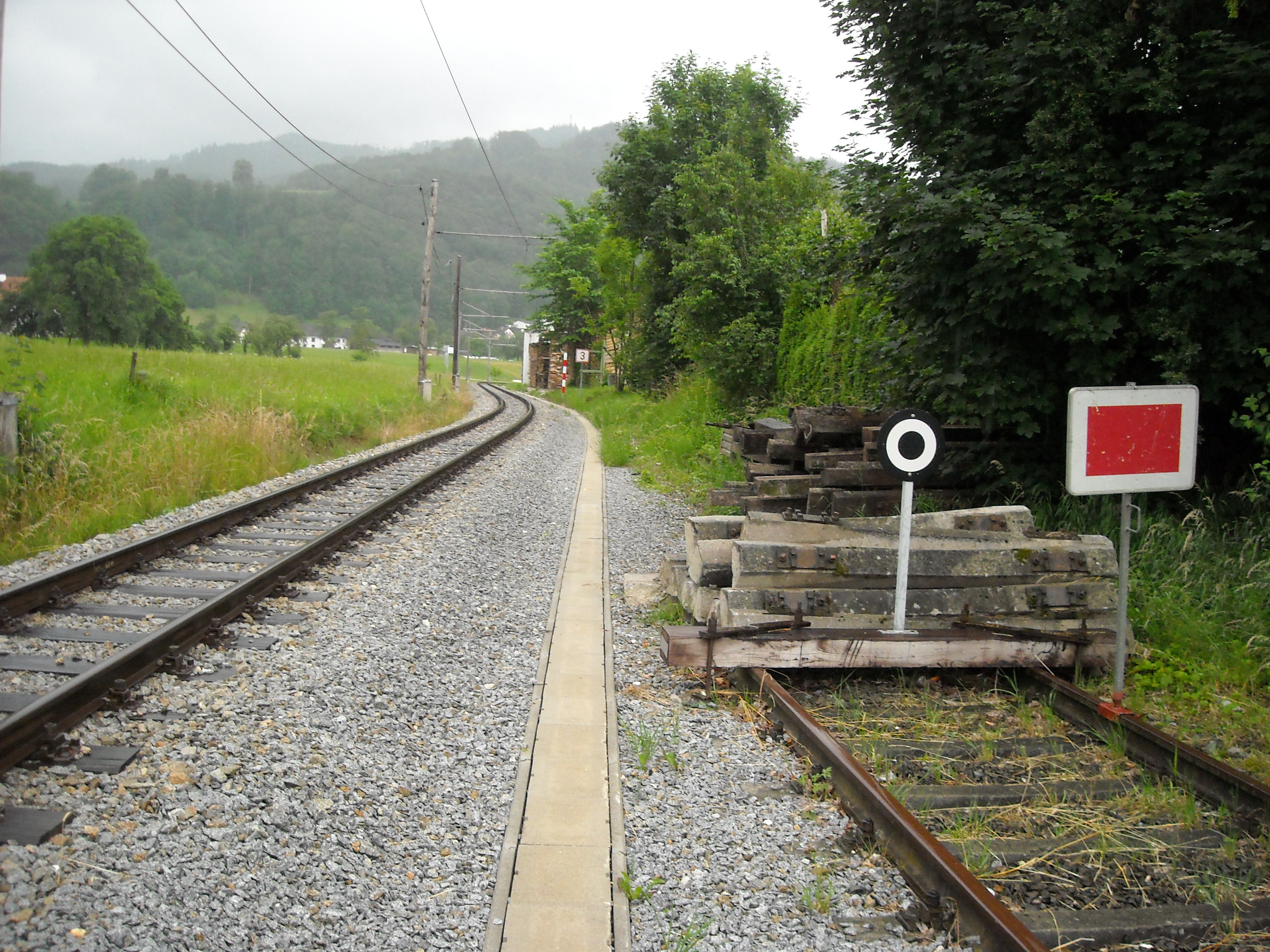
Streckenende der Trauntalbahn in Gmunden Engelhof zwischen 2009 und 2015
Unterbrechung der Trasse durch die Ostumfahrung Gmunden im Frühjahr 2015

## Fahrzeugeinsatz
| Schmalspurige Dampflokomotiven für die Strecke Linz–Gmunden | Schmalspurige Dampflokomotiven für die Strecke Linz–Gmunden | Schmalspurige Dampflokomotiven für die Strecke Linz–Gmunden | Schmalspurige Dampflokomotiven für die Strecke Linz–Gmunden | Schmalspurige Dampflokomotiven für die Strecke Linz–Gmunden | Schmalspurige Dampflokomotiven für die Strecke Linz–Gmunden | Schmalspurige Dampflokomotiven für die Strecke Linz–Gmunden |
| Nummer                                                      | Erster Name                                                 | Bauart                                                      | Baujahr                                                     | Hersteller                                                  | kkStB-Rh                                                    | Bemerkungen                                                 |
| ----------------------------------------------------------- | ----------------------------------------------------------- | ----------------------------------------------------------- | ----------------------------------------------------------- | ----------------------------------------------------------- | ----------------------------------------------------------- | ----------------------------------------------------------- |
| 1–10                                                        | LINZ                                                        | 2B n2                                                       | 1854–1855                                                   | Wr. Neustadt                                                | –                                                           |                                                             |
| 11–14                                                       | MARCHTRENK                                                  | 1C1 n2                                                      | 1855–1856                                                   | Wr. Neustadt                                                | –                                                           |                                                             |
|                                                             |                                                             | Bt n2                                                       | 1883                                                        | Krauss/München                                              | G 1–4                                                       |                                                             |
|                                                             |                                                             | 1Bt n2                                                      | 1895                                                        | Krauss/Linz                                                 | Gv 1–4                                                      | nach Umspurung auf 1435 mm kkStB 189                        |

## Streckenverlauf
Die Bahnstrecke wird, ostwärts aus dem Bahnhof Lambach der Westbahn auf einer Hochterrasse über der Traun ausfädelnd, in einem 180°-Bogen in das Trauntal hinabgeführt, wo mit der Traunbrücke die ursprüngliche Trasse der Pferdeeisenbahn Budweis–Linz–Gmunden erreicht ist und nun am südlichen Hang auf die dortige Flussterrasse zum Bahnhof Stadl-Paura aufgestiegen wird. Während die Lokalbahn Lambach–Vorchdorf-Eggenberg südostwärts ins Almtal hin abzweigt, hält sich unsere Trasse geradlinig ans flache und weite östliche Hochufer der Traun südwestwärts bis etwa Kemating, wo ins flache Hügelland entlang kleiner Gewässerfurchen eingetreten wird.
Bei Roitham selbst wird dann wieder eine Flussterrassenkante der Traun herangetreten, die West Autobahn überquert und in Steyrermühl wie Laakirchen große Industriebetriebe nach Abstieg an einer Flussterrassenkante erschlossen. Geradlinig geht es dann südwärts, bis die Strecke an Endmoränen aus der Würmeiszeit des Traungletschers herantritt: Ab einem der ältesten Bahnhofsgebäudes Europas, Engelhof, vereinte sie sich bis 2009 mit der Lokalbahn Gmunden–Vorchdorf, die weiterhin die letzten Kilometer auf der ehemaligen Pferdeeisenbahntrasse nutzt.
Dabei wurde der steile Abstieg zum Traunsee zunächst streng südwärts entlang eines Seitengrabens bewältigt, um hernach über der Gemarkung „Im G’sperr“ westwärts entlang der sanften südlichen Moränenhänge zum Seeufer hin abzusteigen. Dabei fädelte auf Höhe der Wegkreuzung mit dem Grünbergweg bis 1990 die Lokalbahn aus Vorchdorf in den ursprünglichen Endbahnhof Gmunden-Traundorf aus. Der bis 2009 bestehende Endbahnhof Gmunden Seebahnhof wurde zugunsten einer Anbindung der Lokalbahn an die Straßenbahn Gmunden über die Traunsteinstraße aufgelassen. Das Empfangsgebäude wurde 2010 abgerissen.